# Giovanni IV Nesteutes
Giovanni IV Nesteutes, detto il digiunatore (... – 2 settembre 595) è stato un vescovo bizantino, patriarca di Costantinopoli dal 582 fino alla sua morte.
Egli fu il primo ad assumere o legalizzare il titolo di "patriarca ecumenico", appoggiato dall'imperatore Maurizio, di cui era amico personale, nonostante la contestazione papale.
Sepolto nella chiesa dei Santi Apostoli, è considerato come santo dalle Chiese ortodosse ed orientali, che lo festeggiano il 2 settembre.

## Biografia
Nato nel VI secolo, egli ebbe dapprima, secondo Niceforo Callisto Xanthopoulos, formazione di artigiano nella piccola metallurgia, forse nella monetazione, ma sotto l'influenza di un monaco divenne un severo asceta.
Sotto Giovanni III Scolastico divenne sacellarius, vale a dire responsabile finanziario della cattedrale di Santa Sofia, e uno dei principali diaconi del patriarcato. Era famoso per le sue pratiche ascetiche, tra cui il digiuno che si imponeva, e per la sua carità verso i poveri della città.
Succeduto ad Eutichio, secondo il monofisita Giovanni di Efeso, come patriarca si mostrò un sostenitore della tolleranza verso i cristiani eterodossi: "Come faccio a perseguitare i cristiani, diceva, che si mostrano irreprensibili nel loro cristianesimo?" Ma fu invece molto intollerante verso i pagani sospetti: una volta chiese la pena di morte contro un apostata, anche contro il parere dell'imperatore Maurizio, altrettanto tollerante.
Nel 590, secondo Giovanni di Nikiu, egli si oppose alla politica bizantina verso la Persia e di aiuto al pretendente al trono persiano Cosroe II, contro qualsiasi vantaggio si fosse potuto riceverne, perché era accusato di parricidio.
Gli storici latini ricordano soprattutto del personaggio la vertenza che lo oppose al Papato; quando convocò i vescovi d'Oriente facendosi chiamare "patriarca ecumenico" per un arbitrato sinodale, concernente un processo contro il patriarca Gregorio I di Antiochia (587-88), che assolto poté tornare alla sua sede episcopale. 
Papa Pelagio II, che annullò solennemente gli atti di questo sinodo, gli inviò una lettera di protesta. E il suo successore papa Gregorio I diede alla questione la più grande importanza, adottando pure, in risposta, il titolo di Servus servorum Dei.
Nel 593, Giovanni fu severamente biasimato da quest'ultimo per aver permesso che un presbitero isaurico di nome Anastasio, accusato di eresia, fosse battuto con le corde nella chiesa di Costantinopoli.
Nel 595, la controversia sull'attributo di ecumenico era di nuovo all'ordine del giorno. Papa Gregorio scrisse all'apocrisario Sabiniano vietandogli di parlare con Giovanni. Nel mese di giugno scrisse ai patriarchi di Alessandria e di Antiochia, altrettanto contrariati, sul fatto che Giovanni stesse tentando una parificazione usurpando il titolo di "vescovo universale". I rapporti migliorarono col successore Ciriaco, benché lui pure mantenesse ancora ostinatamente il titolo. Nonostante un decreto del 607 dell'Imperatore Foca (successore di Maurizio) avesse riconfermato il primato della Chiesa di Roma, i patriarchi di Costantinopoli non abbandonarono più il titolo di "Patriarca Ecumenico" che aveva causato la contesa con Roma.
Nel caso poi di un presbitero di nome Atanasio, accusato di essere in una certa misura un manicheo, e condannato come tale, Gregorio I cercò di dimostrare che l'accusatore era egli stesso un pelagiano, e che per incuria, ignoranza o colpa di Giovanni IV, il Concilio nestoriano di Efeso era stato effettivamente scambiato per l'omonimo Concilio ortodosso di Efeso.

## I canoni del Nesteutés
Una sezione importante della legge ortodossa orientale canonica è attribuita a Giovanni IV, vale a dire i cosiddetti Canoni di Giovanni il più veloce e il Kanonikon ad essi connesso. Essi possono essere trovati in entrambe le versioni greche e slave del diritto canonico, in particolare nella collezione di Teodoro Balsamone e nel Pedalion di Nicodemo l'Agiorita. Il bizantinista tedesco Georg Beck ha analizzato i canoni e ha concluso che probabilmente erano scritti in parte dai seguaci di Basilio il Grande e in parte da Giovanni Crisostomo, mentre il Kanonikon risale al X secolo.
Questi scritti sono interessanti in quanto riflettono in dettaglio sulla morale sessuale quale generalmente era ritenuta prima di Tommaso d'Aquino. Ad esempio, che la sodomia (arsenokoitia) non era pensata soprattutto in termini dello stesso sesso, ma in termini di rapporto anale. La sodomia tra marito e moglie era punita più severamente della sodomia tra maschi non sposati (otto anni di esclusione dalla comunione piuttosto che solo quattro). 
La masturbazione reciproca, a prescindere se tra i membri dello stesso sesso o no, era punita con 80 giorni di esclusione dalla comunione.
Ciò dimostra: a) che non solo il sesso extra-coniugale era considerato peccaminoso, ma anche alcune pratiche sessuali all'interno del matrimonio; b) che l'aspetto omosessuale nella sodomia veniva mitigato piuttosto che aggravato.

## Opere
Isidoro di Siviglia gli attribuisce solo una lettera, perduta, sul battesimo inviata a san Leandro.
Tuttavia molti scritti gli sono stati poi attribuiti (e pubblicati in Patrologia Graeca vol. LXXXVIII):
- il Penitenziale, Libellus Poenitentialis, o Praxis Graecis Praescripta in Confessione Peragenda.
- la Instructio, qua non modo confitens de confessione pie et integre edenda instituitur, sed etiam sacerdos, qua ratione confessiones excipiat, poenitentiam imponat et reconciliationem praestet informatur.
- un'omelia sulla penitenza, continenza e virginità, già attribuita a Giovanni Crisostomo.
- un'omelia Sui falsi profeti e la falsa dottrina.
- i Precetti per i monaci (ms nella Biblioteca nazionale di Parigi).